# Problem Child 3: Junior in Love
Problem Child 3: Junior in Love (Este chico es un demonio 3 o Mi pobre diablillo 3), es una película de comedia estadounidense de 1995, es la secuela de Problem Child 2, pero sin los actores originales, John Ritter y Michael Oliver, que protagonizaban a Ben Healy y su querido hijo terriblemente problemático Junior, que ahora fueron protagonizados por William Katt y Justin Chapman, aunque si estuvieron los actores originales quienes encarnaban a Big Ben, el tiránico abuelo de Junior y Padre de Ben, Jack Warden, El Sr. Peabody representado en esta película como el lunático y cruel dentista, Gilbert Gottfried y el antiguo bravucón de la escuela, Murph, Eric Edwards.

## Argumento
Junior Healy cuenta una historia a partir de múltiples dibujos en un libro para colorear, y cambia a su salón de clases, donde la señorita Hicks le dice que obtuvo una "F" por no terminar su proyecto de ciencias, y menciona que "todo se trata de ondas sonoras", y suena la campana, lo que hace que se activen una serie de trampas y ella se caiga por una ventana. Se le dice a la audiencia que Murph, uno de sus compañeros de clase, lo delató, y el director llamó a su padre, Ben, para que lo llevara a buscar ayuda. Conocen a Sarah Gray, una terapeuta que lo pone a prueba y decide que necesita hacer algunas actividades. Junior se lo toma con dureza y no aprueba estas opciones.
Lo llevan a una escuela de danza, dirigida por Lila Duvane, una debutante tiránica, y la odia al principio; pero luego conoce a Tiffany, una chica que se mudó recientemente a la ciudad, pero Murph le informa que tres chicos llamados Duke Phlim, Blade y Corky McCullum ya han reclamado. Junior intenta proclamar su amor a Tiffany, pero falla estrepitosamente. En la escuela, recibe un nuevo maestro, el autoritario Sr. Burtis, a quien atrapa de la misma manera que lo hizo con la señorita Hicks. En su victoria, Junior muerde una manzana y siente dolor. Él y Ben van al consultorio de un dentista donde el infame Igor Peabody descubre que necesita aparatos dentales. Ben le pide a su padre, Big Ben, un préstamo de $5000, lo que conduce a resultados decepcionantes.
Después de conocer al trío y a Tiffany, Junior decide dedicarse a la exploración con el Jefe de Tropas Eugene Phlim, también padre de Duke. Posteriormente, decide matricularse en hockey. Es derrotado por el equipo de Blade, lo que lo lleva a participar en una obra de Peter Pan, donde Corky es la estrella y Junior está atrapado jugando con una mala hierba. Ben conoce a Sarah en Big Ben's y se descubre que ella estaba saliendo con Phlim y, posteriormente, rompió con él. Mientras tanto, después de que Corky se burla groseramente de Junior por sus aparatos ortopédicos, Junior se cuela en los terrenos para caballos en la mansión de Corky y usa una honda en el caballo de Corky, lo que hace que se encabrite y arroje a Corky a la piscina.
Cuando Junior regresa para que le aprieten los frenos, se venga de la humillación que recibió de ellos liberando gas de la risa que deja inconscientes a Peabody y a su enfermera, Kiki. Más tarde se despiertan con aparatos ortopédicos, ella atada a la silla del paciente y él colgando del ventilador de techo.
Junior comienza su plan para vengarse de los tres chicos por acosarlo. Durante el torneo de hockey, Junior vence a todos los jugadores del equipo contrario y golpea a Blade con un disco. Después de esto, Junior es suspendido de por vida y luego, en la producción de Peter Pan, atrapa a Corky distrayendo al conserje, tirando de la cuerda atada al arnés de suspensión y estrellándolo, hiriendo gravemente a Corky y Duvane. Finalmente, en busca de venganza por ver a Sarah, Eugene y Duke, desafía a Ben y a Junior a una carrera de relevos. Junior sabotea todos los obstáculos de su lado, y él y Ben ganan.
Con los tres chicos gravemente heridos y aterrorizados por él, Junior finalmente intenta pasar un tiempo con Tiffany, que resulta ser una mocosa rica. En represalia, él le hace una broma atando la cinta de su vestido a una estatua, y cuando ella camina hacia adelante, se rasga. En ropa interior, avergonzada y entre las risas de burla de los presentes, sale corriendo entre lágrimas, y Bertha, culpando a Junior, la persigue. Junior encuentra a una niña más amable, vestida de bruja y también con aparatos ortopédicos, mientras que Ben y Sarah se juntan.

## Reparto
- William Katt como Ben Healy - Es el padre adoptivo de Junior.
- Justin Chapman como Junior Healy - Es el hijo adoptivo de Ben. Es el chico demonio, vengador y revoltoso, que en esta ocasión se trataba de estar con Tiffany.
- Sherman Howard como Eugene Phlim - Es el Jefe de Tropas agresivo de perros de las praderas. Era el exnovio de Sarah Gray hasta que ella rompió con él, pero él se niega a aceptarlo y celosamente detiene a todo el que quiera salir con ella.
- Carolyn Lowery como Sarah Gray - Psicóloga de Junior y exnovia del jefe de tropa Phlim quien desarrolló un enamoramiento en Ben Healy.
- Jennifer Ogletree como Tiffany - Es la nueva chica del colegio que tiene un gran enamoramiento de Junior que resultó ser no lo que él esperaba.
- Eric Edwards como Murph - El antiguo matón de la escuela, ahora convertido en el amigo de Junior. También interpreta a Bertha, su hermana.
- Blake McIver Ewing como Corky McCullen - Es una estrella infantil, mimado y rico.
- Brock Pierce como Duke Philm - Es el hijo del jefe de tropa Eugene Philm y miembro principal de los Scouts de los perros de la pradera.
- Jake Richardson como Blade - Es un matón y el capitán de un equipo de hockey sobre patines llamado las comadrejas.
- Gilbert Gottfried como Dr. Igor Peabody - El archienemigo de Junior, que ahora es su dentista.
- Jack Warden como Big Ben Healy - El padre de Ben y el abuelo adoptivo de Junior. Él es extremadamente egoísta con su hijo y su nieto.
- Ellen Albertini Dow como Lila Duvane - Una profesora de baile de alto nivel que inmediatamente toma una aversión a Junior.
- Marianne Muellerleile como Srta. Hicks - Profesora desagradable de Junior que dejó después de una de las bromas de Junior.
- Bruce Morrow como Sr. Burtis. el profesor que reemplaza temporalmente la señorita Hicks (y sumamente estricto como ella), sino hasta después de otra de las bromas de Junior.
- Jacqueline Obradors como Conchita. La criada de Big Ben.
- Kelli Thacker - Enfermera Kiki - La ayudante del Dr. Peabody.